# Dom Robert
Dom Robert, nom religieux de Guy de Chaunac-Lanzac, né le 15 décembre 1907 à Nieuil-l'Espoir et mort le 10 mai 1997 à Dourgne, est un moine bénédictin, peintre et peintre cartonnier de tapisserie, français.

## Biographie
Dom Robert a étudié au collège des Jésuites de Poitiers, puis à l'École nationale des arts décoratifs de Paris. Il dessine d'abord des modèles pour la maison de soieries Ducharne à Paris.
Ses relations avec Jacques Maritain et Maxime Jacob le mènent à entrer, en 1930, à l'abbaye d'En-Calcat où il est ordonné prêtre en 1937. Sa rencontre en 1941 avec Jean Lurçat l'incite à créer des tapisseries avec l'atelier Tabard à Aubusson.
Parti en 1948 pour l'abbaye de Buckfast en Angleterre, il revient à En-Calcat en 1958 et ne cesse plus de produire.
Il y meurt le 10 mai 1997.

## Œuvres

### Tapisseries
- 1941 : L'Été (221 × 324 mm)
- 1942 : Le Printemps (260 × 330 mm)
- 1943 : L'Automne (260 × 370 mm)
- 1945 : Magnificat (400 × 425 mm)
- 1946 : La Création de l'homme (400 × 340 mm)
- 1946 : Terribilis (247 × 480 mm)
- 1949 : La Jungle (158 × 200 mm)
- 1950 : Babylone (??? mm)
- 1950 : L'Arbre qui chante (213 × 173 mm)
- 1953 : LaVie douce (238 × 304 mm)
- 1955 : Les Oiseaux rares (220 × 160 mm)
- 1955 : Notre Dame de France (540 × 400 mm)
- 1955 : Fond orange (157 × 205 mm)
- 1955 : Pastoral (182 × 365 mm)
- 1956 : Garden Party (224 × 282 mm)
- 1957 : Dartmoor (177 × 261 mm)
- 1957 : L'Arbre d'or (180 × 220 mm)
- 1958 : Californie (105 × 420 mm)
- 1958 : Heurtebise (195 × 285 mm)
- 1958 : La Clef des champs (101 × 205 mm)
- 1959 : L'Arbre d'émail (210 × 170 mm)
- 1961 : Jardin de sirènes (200 × 280 mm)
- 1961 : L'Agneau (200 × 275 mm)
- 1961 : L'Herbe haute (185 × 150 mm)
- 1961 : Mille fleurs sauvages (210 × 300 mm)
- 1961 : Paddock (149 × 171 mm)
- 1962 : Compagnon de la Marjolaine (165 × 180 mm)
- 1962 : Pavane de novembre (207 × 303 mm)
- 1962 : Petit agneau (90 × 89 mm)
- 1963 : Ombelles (211 × 295 mm)
- 1963 : Prairial (240 × 280 mm)
- 1964 : Tapis de prière (310 × 360 mm)
- 1965 : Cerf d'hiver (150 × 155 mm)
- 1965 : Bucoliques (162 × 248 mm)
- 1965 : Personnages pour un cantique (195 × 240 mm)
- 1965 : Western (195 × 215 mm)
- 1966 : Juin (198 × 252 mm)
- 1966 : Petit coq (87 × 70 mm)
- 1968 : La Chasse aux papillons (200 × 175 mm)
- 1968 : Les Enfants de lumière (350 × 500 mm)
- 1969 : Le Chat noir (248 × 132 mm)
- 1969 : Scolopendres (198 × 286 mm)
- 1970 : Coq de juin (86 × 82 mm)
- 1970 : Le Petit cheval (100 × 100 mm)
- 1970 : Plein champ (260 × 445 mm)
- 1971 : Colline (170 × 330 mm)
- 1972 : Pâques (195 × 123 mm)
- 1972 : Poisson vole (110 × 100 mm)
- 1972 : La Vie en rose (200 × 300 mm)
- 1973 : Le Cardinal (104 × 71 mm)
- 1973 : Technique de groupe (145 × 300 mm)
- 1974 : Champ clos (150 × 210 mm)
- 1974 : Chèvrefeuille (250 × 365 mm)
- 1974 : L'Aube (140 × 100 mm)
- 1974 : Sans soucis (140 × 100 mm)
- 1974 : Une de mai (170 × 215 mm)
- 1975 : Thermidor (200 × 300 mm)
- 1976 : L'École Buissonnière (220 × 420 mm)
- 1977 : Avril douce espérance (165 × 285 mm)
- 1977 : Vasca et ses frères (170 × 215 mm)[5]
- 1978 : Le Soleil pour témoin (215 × 415 mm)
- 1979 : Les Incroyables (180 × 130 mm)
- 1977 : En Crouzille (180 × 125 mm)
- 1981 : Boute en train (130 × 135 mm)
- 1981 : Carnaval (190 × 140 mm)
- 1981 : Farfadet (135 × 133 mm)
- 1981 : Laudes (300 × 200 mm)
- 1982 : Ombelles précieuses (143 × 205 mm)
- 1983 : Agneau dentelle (110 × 100 mm)
- 1983 : Trois samouraï (130 × 175 mm)
- 1983 : Roméo (128 × 169 mm)
- 1984 : Jeu d'échecs (130 × 190 mm)
- 1984 : Phébus (96 × 137 mm)
- 1985 : Fred (133 × 175 mm)
- 1986 : Les Orgueilleux (120 × 200 mm)
- 1986 : Le Vainqueur (160 × 180 mm)
- 1987 : Canards de Loul (138 × 140 mm)
- 1987 : La Cour du chat (150 × 200 mm)
- 1989 : Cerf de neige (150 × 155 mm)
- 1989 : Judith (95 × 120 mm)
- 1990 : Chèvres folles (140 × 200 mm)
- 1990 : L'Antilope (157 × 217 mm)
- 1990 : Un coquelicot, deux papillons (105 × 135 mm)
- 1991 : Autour du buisson (200 × 150 mm)
- 1991 : Buissons ardents (143 × 206 mm)
- 1992 : Chèvre folle (140 × 122 mm)
- 1993 : Agneau pascal (95 × 115 mm)
- 1993 : Les Chèvres du Larzac (248 × 173 mm)
- 1993 : Ombelles et papillons (111 × 200 mm)
- 1998 : Matines (120 × 200 mm)
- 1999 : L'Escapade (161 × 155 mm)
- 2001 : Castor et Pollux (149 × 156 mm)
- 2003 : Papyrus (200 × 150 mm)

## Expositions
- 1986 : « Tapisseries de Gleb, Gromaire, Lagrange, Dom Robert, Saint-Saëns », musée du pays d'Ussel[6]

- 2003[7] : Orangerie du Sénat, Paris[3]
- 2007 : Centre Jean-Lurçat, Aubusson
- 2014 : « Plein champ », Beauvais[8]
- 2015-2016[9] : « Ode à la Création », cathédrale Notre-Dame de Paris[10]
- 2017[11] : Exposition hommage pour les 20 ans de la disparition de Dom Robert, château de Boussac (Creuse)
- 2023 : « Couleurs en tapisseries », musée du pays d'Ussel[12]

## Musée
Le musée Dom Robert et de la tapisserie du XXe siècle à Sorèze (Tarn), au cœur de l'ancienne abbaye-école, reconvertie depuis plusieurs années en lieu touristique et culturel, a ouvert ses portes en avril 2015.